# Gmina Puhja
Gmina Puhja (est. Puhja vald) – gmina wiejska w Estonii, w prowincji Tartu.
W 2017 roku gmina Puhja połączyła się z gminami Konguta, Rannu i Rõngu tworząc gminę Elva.
W skład gminy wchodzą:
- 2 miasta: Puhja, Ulila,
- 17 wsi: Härjanurme, Järvaküla, Kaimi, Kureküla, Mõisanurme, Mäeselja, Nasja, Palupõhja, Poriküla, Ridaküla, Rämsi, Saare, Teilma, Tännassilma, Vihavu, Võllinge, Võsivere.